# Holger Michael
Holger Wilfried Michael (* 1954) ist ein deutscher Diplomat. Er war zuletzt von 2017 bis 2019 Botschafter in Trinidad und Tobago. Davor war er unter anderem 2009 bis 2012 Botschafter in Bangladesch und von 2013 bis 2017 Botschafter in Malaysia.

## Biografie
Nach dem Abitur studierte er von 1972 bis 1977 Betriebswirtschaftslehre und schloss dieses Studium als Diplom-Betriebswirt ab. Im Anschluss absolvierte er ein postgraduales Studium am College of Europe in Brügge und anschließend von 1978 bis 1979 ein Praktikum bei der EU-Kommission in Brüssel.
1979 trat er in den Diplomatischen Dienst ein und war nach Beendigung des Vorbereitungsdienstes von 1981 bis 1982 zunächst in der Zentrale des Auswärtigen Amtes in Bonn und anschließend bis 1985 an der Botschaft in der Türkei tätig. Danach erfolgte seine Ernennung zum Ständigen Vertreter des Botschafters in Nicaragua. Zwischen 1988 und 1991 war er erneut Mitarbeiter in der Zentrale des Außenministeriums, ehe bis 1994 eine Verwendung als Leiter des Referats für Wirtschaft an der Botschaft in Südkorea folgte.
Anschließend wurde er Stellvertretender Referatsleiter für Außenwirtschaftsförderung des Auswärtigen Amtes und dann von 1997 bis 2002 Ständiger Vertreter des Generalkonsuls in Hongkong. 2002 erfolgte seine Ernennung zum Ständigen Vertreter des Botschafters in Thailand sowie von 2006 bis 2009 zum Referatsleiter für Grundsatzfragen der Außenwirtschaftsförderung im Bundesaußenministerium.
Ab August 2009 bis 2012 war Holger Michael als Nachfolger von Frank Meyke Botschafter der Bundesrepublik Deutschland in Bangladesch. Von 2012 bis 2013 verbrachte Michael ein Jahr als Fellow an der Harvard University in Boston, bevor er 2013 Botschafterposten in Malaysia von Günter Gruber übernahm. Dieses Amt übte er bis 2017 aus und wechselte dann als Botschafter nach Trinidad und Tobago, wo er bis 2019 blieb.